# نفقات عامة

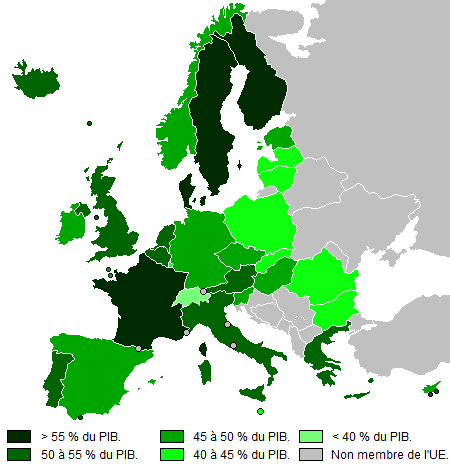
مواقع النفقات العامة

يتخذ مصطلح النفقات العامة عدة معانٍ، ومنها أنها عبارة عن مبلغ من المال يدفعه شخص عام لغايات تحقيق هدف عام، أو إشباع حاجة، أو رغبة عامة، أي بمعنى آخر هو قيام الدولة بدفع مبلغ من النقود أو شخص تابع لها لتقديم منفعة عامة وتحقيقها.

## أركان النفقات العامة
حتى تتخذ النفقة صفة النفقة العامة لا بد من توافر ثلاثة شروط أساسية فيها، وهي:
- دفع مبلغ نقدي: تعمل الحكومات أو الدولة بشكل عام المتمثلة بوزاراتها، ودوائرها، ودواوينها، وموظفيها بتقديم نفقة مالية كثمن تدفعه مقابل تحقيق منفعة عامة للأفراد، أو مقابل تطوير مرافقها وتسييرها، كما من الممكن أن تكون هذه النفقات مقابل الحصول على رؤوس أموال إنتاجية لتنفيذ جملة من المشاريع الاستثمارية التي تشرف عليها، وتستثنى من النفقة العامة المساكن المجانية، أو الإعفاء من الضرائب.
- دفع النفقة من قبل شخص عام: حتى تستوفي النفقة العامة شروطها يجب أن يتوفر هذا الشرط بها، ويتمثل بأن تكون الجهة المنفقة للنقود هي الدولة نفسها، ويكون ذلك بواسطة دوائرها الحكومية، ووزاراتها وتعتبر هذه الدوائر والوزارات بمثابة شخص عام، بالإضافة إلى ذلك الهيئات العامة والمؤسسات التي تؤثر في اقتصاد الدولة، والمؤسسات ذات الشخصية المعنوية، ويتم تصنيف الشخصيات العامة وفقاً لطبيعتها القانونية، ويستثنى من الشخصيات العامة الشخص الطبيعي والاعتباري.
- تحقيق منفعة عامة من النفقة العامة: يعّد هذا الشرط المكمل للشروط السابقة الذكر، إذ يجب أن ينفق الشخص العام النقود العامة في سبيل تحقيق نفع ومصلحة عامة تعود على المجتمع بالنفع، ويكون الغرض منها إشباع حاجات الأفراد العامة.[1]

## الآثار العامة للنفقات العامة
- ارتفاع مستوى الإيرادات العامة في حال ارتفاع النفقات العامة وزيادتها.
- التحفيز على إنتاج سلع وخدمات جديدة وبالتالي رفع مستوى الإنتاج الوطني والارتقاء به. توفر النفقة العامة للأفراد راحة وطمأنينة للموظفين.
- التشجيع على استهلاك السلع و الخدمات الاجتماعية بشرائها.

## أسباب تزايد النفقات العامة
- اتساع رقعة مهام الدولة وازديادها. مواكبة التطورات العلمية وتقدمها.
- المشاركة في المنظمات الدولية وما تقدمه من نفقات عامة مقابل التمثيل الدبلوماسي القنصلي.
- أداء المهام المطلوبة لتحقيق النفع العام بدفع النفقات مقابل الحصول على الآليات والمعدات والوسائل اللازمة لذلك.